# Stridssånger

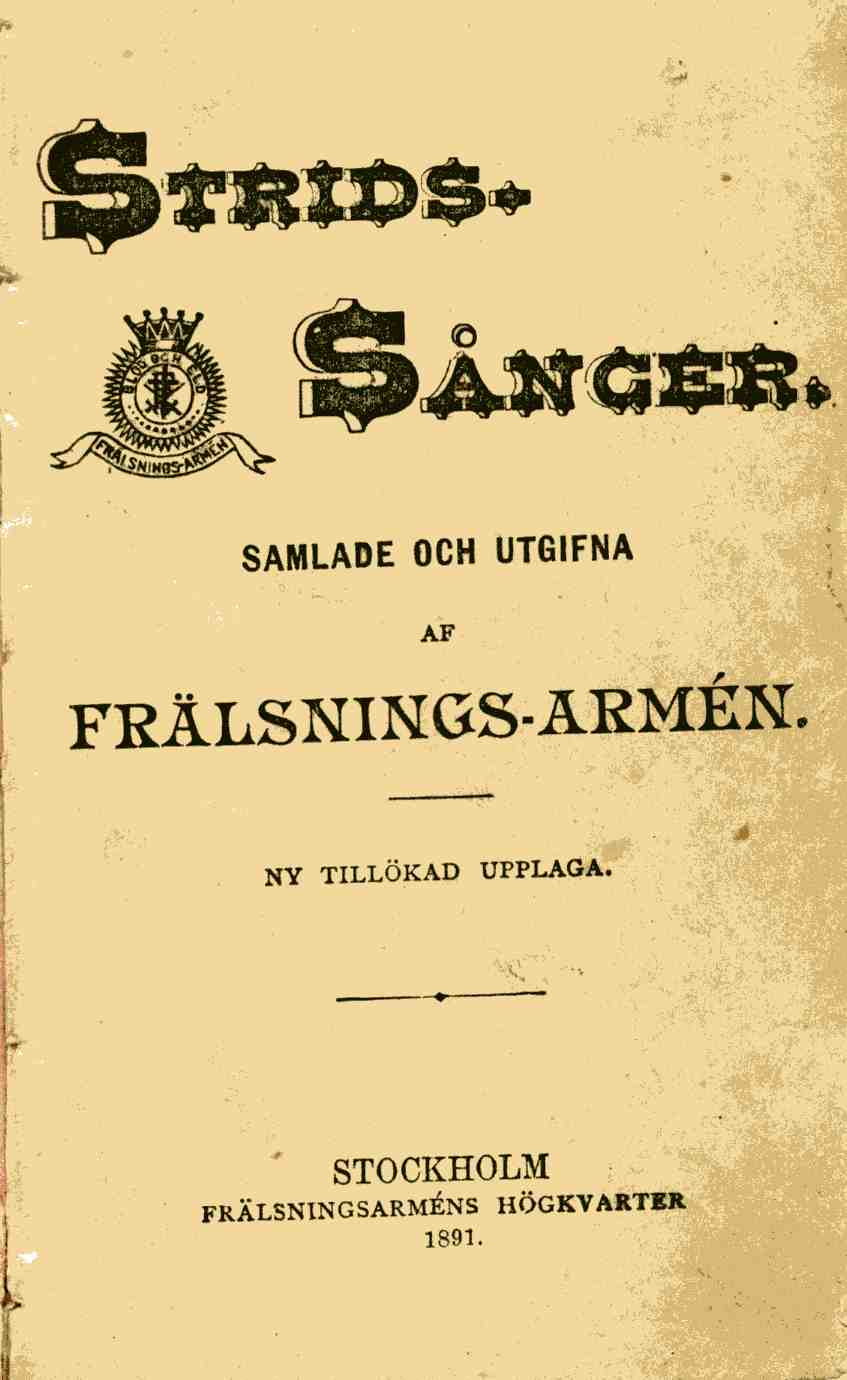

Stridssånger var under Frälsningsarméns första tid namnet på en del av Frälsningsarméns sångböcker/häften. Andra namn på dessa sånghäften förekom också.
1889 utgavs
- "Nya Stridssånger samlade af Frälsnings-Armén och utgifna å dess förlag." (Innehöll 72 sånger).

1890 utgavs 
- "Sånger om strid och frid." (Innehöll 33 sånger).

1891 utgavs 
- "Stridssånger, samlade och utgifna af Frälsnings-Armén, ny tillökad upplaga." (Innehöll 311 sånger).
- "Stabsmusikens sångbok N:o 3". (Innehöll 30 sånger)

1892 utgavs
- "Stabsmusikkårens sångbok N:o 4". (Innehöll 33 sånger)

## Sånger
Denna lista kommer att ange de 311 sånger som fanns med i en utgåva av Stridssånger tryckt 1887.
1. Din Frälsare tåligt står väntande än med titeln "Frälsaren kallar dig" (My Saviour stands waiting)
2. Du, som till fördärfvet hastar med titeln "Hvi vil du dö?" (Sinners, hastening down to ruin)
3. Stanna, hejda dina steg med titeln "För förhärdade syndare" (Stop, poor sinner, stop and think)
4. Till hemmet ofvan skyn vi tåga med titeln "Vill du med?" (We're travelling on to heaven above)
5. Medan himlens alla harpor med titeln "Den stora dagen" (While the heavenly, heavenly music)
6. På det stora haf vi segla med samma titel (We are on the ocean sailing)
7. Till de renas och heligas hemland vi tåga med titeln "Det saliga landet" (We're bound for the land of the pure and the holy)
8. Hvem vill härnäst nu följa Jesus? med samma titel (Who'll be the next to follow Jesus)
9. Hans klädafåll hon blott vidrörde med titeln "Kom vid hans dyra klädnad" (She only touched the hem of His garment)
10. "Jag vägen är", har Jesus sagt med titeln "Jesu fotspår" (The blood of Jesus cleanses white as snow